# Пионерская (станция метро, Санкт-Петербург)
«Пионе́рская» — станция Петербургского метрополитена. Расположена на Московско-Петроградской линии между станциями «Чёрная речка» и «Удельная». Станция открыта 4 ноября 1982 года в составе участка «Петроградская» — «Удельная». Наименование получила в честь 60-летия Всесоюзной пионерской организации имени В. И. Ленина.
В проекте станция носила название «Богатырский проспект».

## Наземные сооружения
Павильон станции со складчатой крышей и нависающим козырьком выполнен по проекту архитекторов В. Н. Щербина, Ю. М. Песоцкого и располагается на пересечении Коломяжского проспекта и проспекта Испытателей. В 2013 году с северной и южной стороны вестибюля были пристроены дополнительные торговые помещения, из-за чего первоначальный вид павильона станции утрачен.

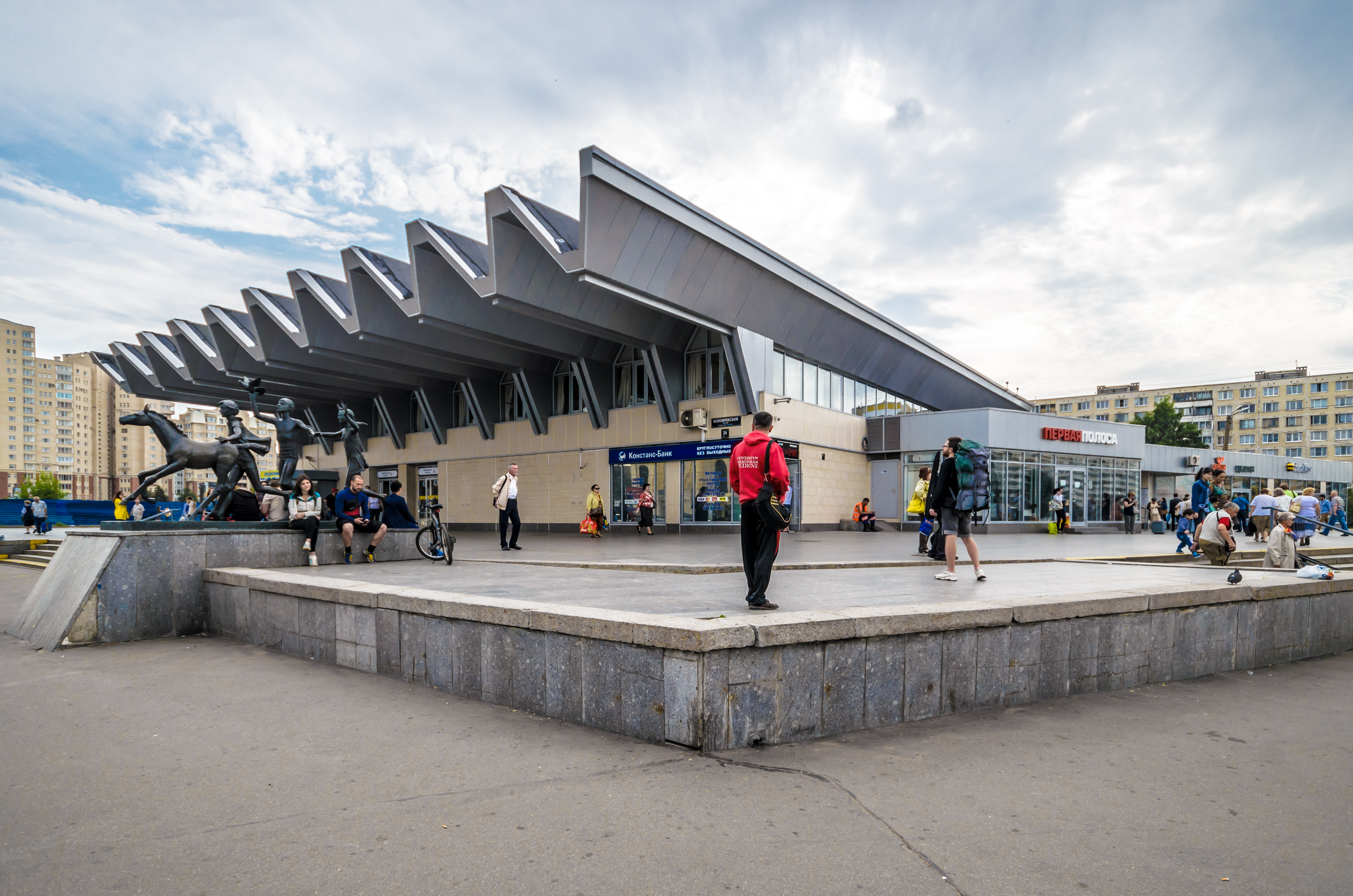
Павильон
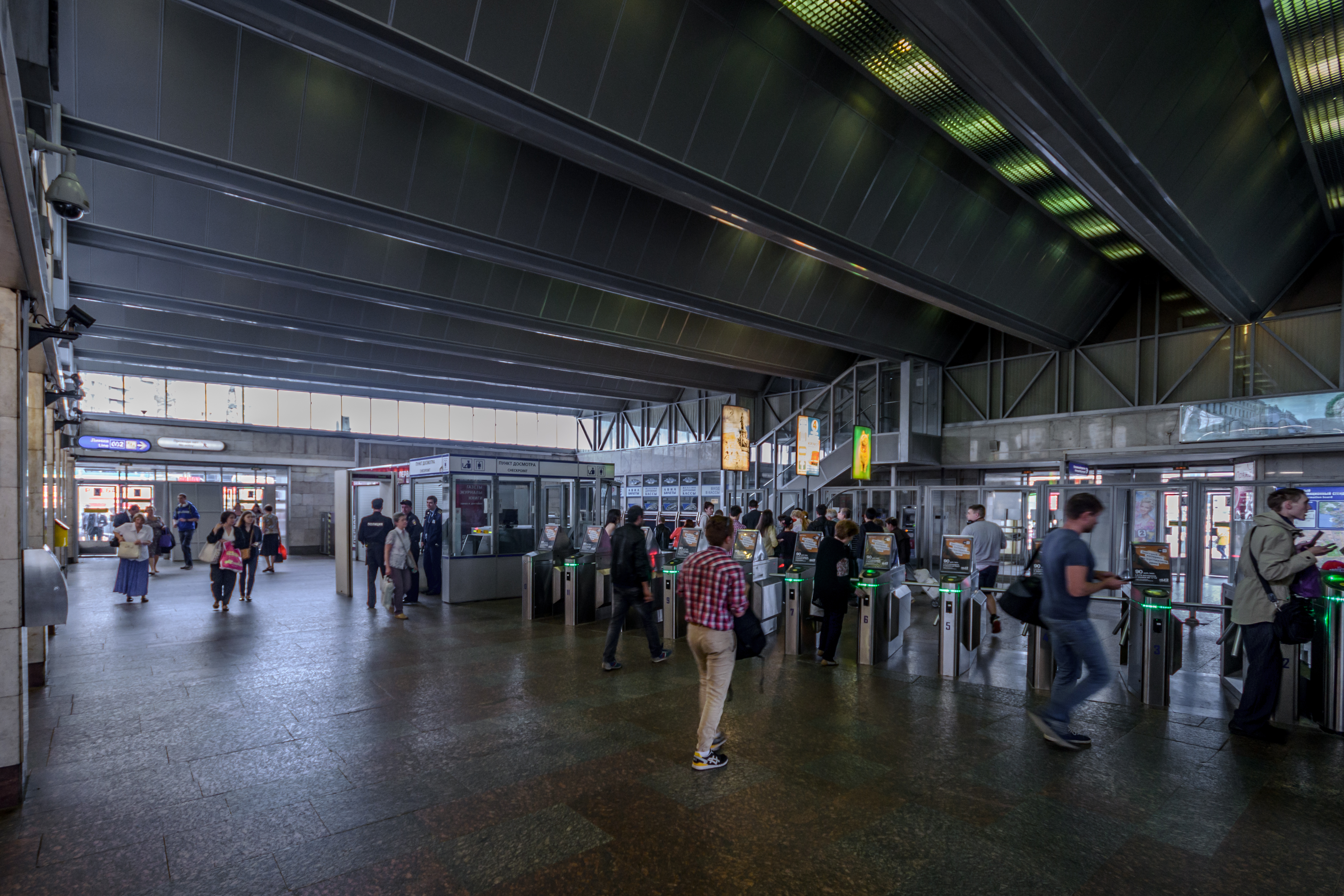
Вестибюль

## Подземные сооружения
«Пионерская» — односводчатая станция глубокого заложения (глубина ≈ 67 м). Подземный зал сооружён по проекту архитекторов А. С. Гецкина и В. Г. Чехмана. Главный инженер проекта — Конончук Г. П. (ЛМГТ).
Тема художественного оформления подземного зала посвящена Пионерскому движению. Путевые стены станции облицованы оранжевой и белой керамикой. Пол выстлан тёмным полированным гранитом. Торцевую стену подземного зала украшает декоративная композиция с подсветкой, напоминающая солнце.
Наклонный ход, содержащий три эскалатора, расположен в южном торце станции; в 2017 году светильники наклонного хода были заменены со «световых столбиков» на «факелы». Станцию и наклонный ход связывает лестница.

## Ремонт станции
С 24 июня по 19 августа 2023 года станция была закрыта на ремонт. В этот период на станции были полностью заменены железобетонные плиты перекрытий в зоне турникетов и над механизмами приводов эскалаторов. Первоначально открытие станции планировалось 22 августа, но работы были завершены досрочно.

## Наземный транспорт

### Автобусные маршруты
| №   | Пересадки                                                                                | Конечный пункт 1                  | Конечный пункт 2                               |
| --- | ---------------------------------------------------------------------------------------- | --------------------------------- | ---------------------------------------------- |
| 9   | —                                                                                        | Автобусный парк № 2               | Площадь Мужества                               |
| 38  | Удельная Шувалово Озерки Удельная                                                        | АО «ОДК-Климов»                   | Репищева улица                                 |
| 45  | —                                                                                        | Пионерская                        | Десятинный переулок                            |
| 76  | Комендантский проспект Новая деревня Чёрная речка Петроградская Горьковская Чернышевская | Улица Шаврова                     | Площадь Восстания Маяковская Московский вокзал |
| 79  | Новая деревня                                                                            | Глухарская улица                  | Чёрная речка                                   |
| 93  | Беговая Яхтенная Старая Деревня Академическая Новая Охта Гражданский проспект            | Лахтинский разлив                 | проспект Культуры                              |
| 122 | Новая деревня                                                                            | Репищева улица                    | Чёрная речка                                   |
| 127 | Комендантский проспект                                                                   | Автобусный парк № 2               | Глухарская улица                               |
| 135 | Комендантский проспект                                                                   | Плесецкая улица                   | АО «ОДК-Климов»                                |
| 170 | Беговая Яхтенная Комендантский проспект                                                  | Лахтинский разлив                 | Репищева улица                                 |
| 171 | Комендантский проспект                                                                   | улица Шаврова                     | АО «ОДК-Климов»                                |
| 172 | Комендантский проспект Яхтенная                                                          | Шуваловский проспект              | Репищева улица                                 |
| 184 | —                                                                                        | улица Шаврова                     | Шуваловский проспект                           |
| 202 | Академическая                                                                            | Ручьи                             | Глухарская улица                               |
| 221 | Комендантский проспект                                                                   | Пионерская                        | Северное кладбище                              |
| 227 | Спортивная Петроградская Чёрная речка Новая Деревня                                      | Крестовский остров                | Арцеуловская аллея                             |
| 235 | Яхтенная Комендантский проспект                                                          | Старая Деревня                    | Земский переулок                               |
| 237 | Лесная Чёрная речка Новая Деревня                                                        | Ручьи                             | Новоколомяжский проспект                       |
| 267 | Выборгская Лесная Ланская Чёрная речка Новая Деревня                                     | Площадь Ленина Финляндский вокзал | ЖК «Новоорловский»                             |
| 279 | Комендантский проспект                                                                   | Старая Деревня                    | Удельная                                       |
| 293 | Академическая Ручьи                                                                      | ЖК «Новая Охта»                   | Пионерская                                     |
| 294 | Академическая Политехническая Площадь Мужества Комендантский проспект                    | Ручьи                             | Старая Деревня                                 |

### Трамвайные маршруты
| №  | Пересадки                                                                    | Конечный пункт 1 | Конечный пункт 2  |
| -- | ---------------------------------------------------------------------------- | ---------------- | ----------------- |
| 47 | Комендантский проспект                                                       | улица Шаврова    | Удельный парк     |
| 55 | Комендантский проспект Площадь Мужества Политехническая Проспект Просвещения | улица Шаврова    | Придорожная аллея |

### Троллейбусные маршруты
| №  | Пересадки                              | Конечный пункт 1 | Конечный пункт 2       |
| -- | -------------------------------------- | ---------------- | ---------------------- |
| 25 | Комендантский проспект                 | Старая Деревня   | улица Генерала Хрулёва |
| 40 | —                                      | Старая Деревня   | Суздальский проспект   |
| 50 | Комендантский проспект Политехническая | Плесецкая улица  | Тихорецкий проспект    |

## Особенности проекта и станции
Тоннели к станции «Чёрная речка» имеют предельные уклоны, примерно такие же, как и на перегоне «Невский проспект» — «Горьковская». В этом месте тоннели проходят под подземной рекой, из-за которой произошёл «Размыв» на Кировско-Выборгской линии между строящимися станциями «Лесная и «Площадь Мужества» в 1974 году.

## Перспективы
В связи со строительством здания над станцией, которое ведётся с 1988 года, периодически возникают подвижки грунта. Из-за этого нарушилась гидроизоляция станции. Метрополитен планировал закрытие станции на капитальный ремонт и открытие второго выхода. Несмотря на то, что эти планы были связаны с открытием станции «Комендантский проспект», в озвученные планы строительства на 2007—2010 годы этот объект не вошёл.